# Gran Premio di Buenos Aires I 1951
Il Gran Premio di Buenos Aires I 1951 è stato una gara di Formula Libera della Temporada Argentina 1951.

## Vigilia
La Mercedes-Benz iscrisse alla gara tre W154 ufficiali destinate inizialmente a Karl Kling, Hermann Lang e Nino Farina, Campione del mondo in carica. Su insistenza dell'Automobil Club Argentino, ente organizzatore della gara, Juan Manuel Fangio sostituì Nino Farina, che venne appiedato; ne seguì una querela contro l'organizzazione da parte di Farina e dalla Federazione Internazionale dell'Automobile. La Ferrari 166 FL dell'Automobil Club Argentino, inizialmente iscritta per Fangio, venne utilizzata da Óscar Gálvez.

## Qualifiche
Risultati delle qualifiche.
| Pos | Pilota             | Scuderia     | Vettura            | Tempo  |
| --- | ------------------ | ------------ | ------------------ | ------ |
| 1   | Juan Manuel Fangio | Daimler-Benz | Mercedes-Benz W154 | 1'58"4 |
| 2   | Karl Kling         | Daimler-Benz | Mercedes-Benz W154 | 2'00"0 |
| 3   | Hermann Lang       | Daimler-Benz | Mercedes-Benz W154 | 2'06   |

## Gara
Risultati finali della gara.
| Pos | Pilota                | Scuderia                 | Vettura            | Giri | Tempo/ritiro |
| --- | --------------------- | ------------------------ | ------------------ | ---- | ------------ |
| 1   | José Froilán González | Automobil Club Argentino | Ferrari 166 FL     | 45   | 1h35'18"9    |
| 2   | Hermann Lang          | Daimler-Benz             | Mercedes-Benz W154 | 45   | 1h35'35"3    |
| 3   | Juan Manuel Fangio    | Daimler-Benz             | Mercedes-Benz W154 | 45   | 1h36'10"4    |
| 4   | Óscar Gálvez          | Automobil Club Argentino | Ferrari 166 FL     | 44   |              |
| 5   | Alfredo Pián          |                          | Maserati           | 44   |              |
| 6   | Karl Kling            | Daimler-Benz             | Mercedes-Benz W154 | 44   |              |
| Rit | Clemar Bucci          |                          | Alfa Romeo 12C 37  |      |              |
| Rit | Carlos Menditeguy     | Óscar Gálvez             | Alfa Romeo 308     |      |              |
| Rit | Viannini              | Viannini                 | Maserati 4CLT      |      |              |
| Rit | Alfredo Pián          |                          | Maserati 4CLT      |      |              |
| Rit | Jorge Daponte         |                          | Maserati 4CLT      |      |              |

- Giro veloce: Juan Manuel Fangio (Mercedes-Benz)